# Graham Broadbent
Graham Broadbent é um produtor britânico. Foi indicado ao Oscar de melhor filme na edição de 2018 pela realização da obra Three Billboards Outside Ebbing, Missouri (2017).